# Iana Tișcenko
Iana Tișcenko (* 24. April 1996) ist eine ehemalige moldauische Tennisspielerin.

## Karriere
Tișcenko spielte vor allem Turniere der ITF Women’s World Tennis Tour, wo sie aber keinen Titel gewinnen konnte.
2020 trat sie in den Begegnungen gegen Georgien und Tunesien für die Moldauische Billie-Jean-King-Cup-Mannschaft an. In einem Einzel und zwei Doppel blieb sie sieglos.